# Sandbüchel (Bergisch Gladbach)
Sandbüchel ist ein Ortsteil im Stadtteil Alt Refrath von Bergisch Gladbach.

## Geschichte
Der Name Sandbüchel überliefert die alte Gewannenbezeichnung Aufm Sandbüchel, die im Urkataster südlich von Altrefrath im Bereich der heutigen Straße Sandbüchel verzeichnet ist. Diese Flurbezeichnung ist in der Frühneuzeit auf ein nahe der alten Refrather Kirche liegendes Hofgut übergegangen. Bis 1660 ist der Name als Sandtbüchel belegt. Das Grundwort büchel leitet sich aus dem germanischen buckel (= halbrunde Erhebung) ab. Es bezeichnet eine Anhöhe. Es handelt sich folglich um eine sandige Bodenerhebung.
Sandbüchel taucht erstmals 1871 in den Statistiken Preußens auf als Wohnplatz der Bürgermeisterei Bensberg im Kreis Mülheim am Rhein. Der Ort ist ab der Preußischen Neuaufnahme von 1892 ist auf Messtischblättern regelmäßig als Sandbüchel oder ohne Namen verzeichnet. Aufgrund des Köln-Gesetzes wurde die Stadt Bensberg mit Wirkung zum 1. Januar 1975 mit Bergisch Gladbach zur Stadt Bergisch Gladbach zusammengeschlossen. Dabei wurde auch Sandbüchel Teil von Bergisch Gladbach.
| Jahr | Einwohner | Wohn- gebäude | Kategorie | Politische / kirchliche Zugehörigkeit |
| ---- | --------- | ------------- | --------- | ------------------------------------- |
| 1871 | 19        | 3             | Hofstelle | Kirchspiel Bensberg                   |
| 1885 | 28        | 4             | Wohnplatz | Kirchspiel Refrath                    |
| 1895 | 11        | 3             | Wohnplatz | Kirchspiel Refrath                    |
| 1905 | 25        | 3             | Wohnplatz | Kirchspiel Refrath                    |